# Francis J. Meehan

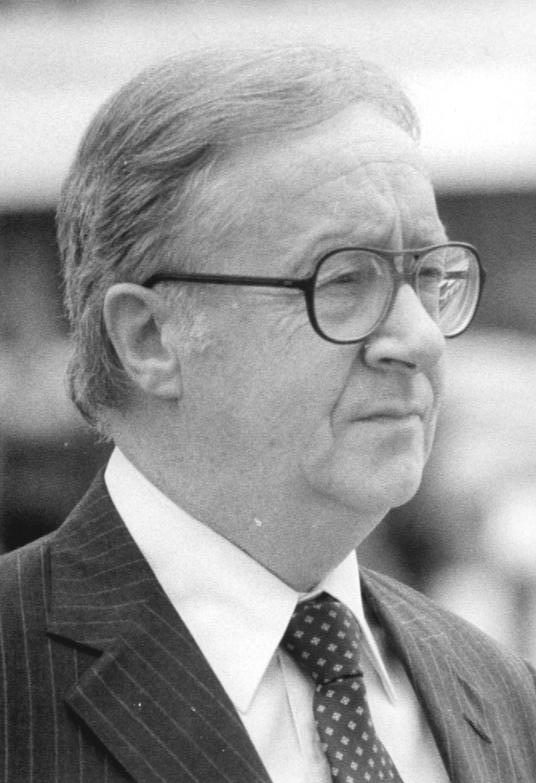
Francis Joseph Meehan (1985)

Francis Joseph Meehan (* 14. Februar 1924 in East Orange, New Jersey; † 7. Mai 2022 in Helensburgh, Schottland) war ein US-amerikanischer Diplomat, der unter anderem von 1979 bis 1980 Botschafter in Polen, zwischen 1980 und 1983 Botschafter in der Tschechoslowakei sowie von 1985 bis 1988 Botschafter in der DDR war.

## Leben
Francis Joseph Meehan begann nach dem Schulbesuch ein Studium an der University of Glasgow, das er 1945 mit einem Master of Arts (M.A.) beendete. Im Anschluss leistete er zwischen 1945 und 1947 Militärdienst in der US Army. Nach Beendigung des Militärdienstes trat er 1947 in das US-Außenministerium ein und arbeitete zunächst 1947 als Büroangestellter in einem Konsulat in Deutschland. Danach war er von 1947 bis 1948 als Verwaltungsassistent bei der Behörde für wirtschaftliche Zusammenarbeit ECA (Economic Cooperation Administration) tätig, die für die Verwaltung der Unterstützungsgelder des Marshallplans zuständig war. Danach trat er formell in den diplomatischen Dienst (Foreign Service) ein und war zwischen 1951 und 1953 Fachmann für Nachrichtendienste beim Alliierten Hohen Kommissar der USA in der Bundesrepublik Deutschland sowie von 1953 bis 1956 Politischer Beamter bei der US-Vertretung bei der NATO und den Regionalorganisationen in Europa USRO (US Mission to NATO and European Regional Organizations) in Paris. Daraufhin begann er ein postgraduales Studium der Verwaltungswissenschaft an der Harvard Graduate School of Public Administration und schloss dieses 1957 mit einem Master of Public Administration (MPA) ab.
Danach war Meehan von 1957 bis 1959 als Fachmann für Nachrichtendienst-Forschung im Außenministerium eingesetzt sowie zwischen 1959 und 1961 als Zweiter Sekretär an der Botschaft in der Sowjetunion. Nachdem er zwischen 1961 und 1966 als Politischer Beamter in Berlin tätig gewesen war, folgte von 1966 bis 1968 eine Verwendung beim Direktor des Operationszentrums des Außenministeriums. Er war daraufhin zwischen 1968 und 1972 Ständiger Vertreter des Botschafters in der Volksrepublik Ungarn sowie von 1972 bis 1975 Botschaftsrat für politische Angelegenheiten an der Botschaft in der Bundesrepublik Deutschland. Anschließend fungierte er zwischen 1975 und 1977 erst als Ständiger Vertreter des Botschafters in Österreich sowie von 1977 bis 1979 als Ständiger Vertreter des Botschafters in der Bundesrepublik Deutschland.

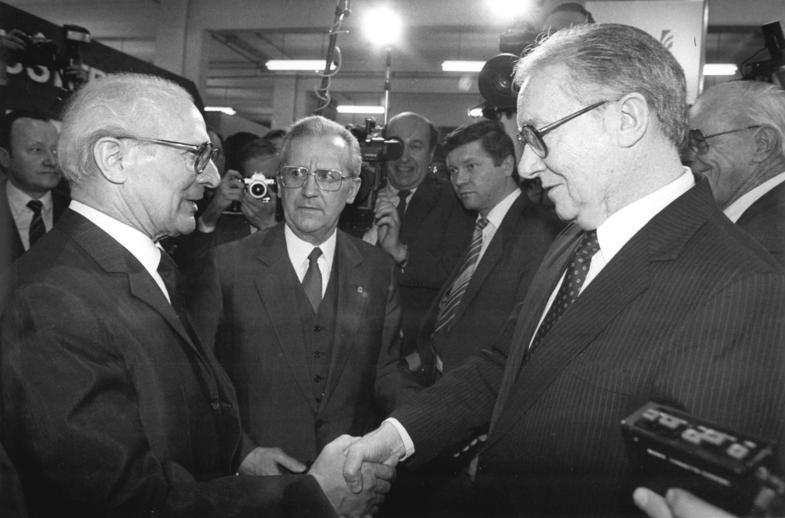
Meehan (rechts) als Botschafter in der DDR mit Erich Honecker auf der Leipziger Frühjahrsmesse 1987.

Am 23. März 1979 wurde Francis J. Meehan zum Botschafter in der Tschechoslowakei ernannt und überreichte dort am 30. Mai 1979 als Nachfolger von Thomas Ryan Byrne seine Akkreditierung. Er verblieb auf diesem Posten bis zum 20. Oktober 1980 und wurde danach von Jack Matlock abgelöst. Er selbst wurde kurz zuvor am 2. Oktober 1980 zum Botschafter in Polen berufen, wo er am 27. Oktober 1980 als Nachfolger von William E. Schaufele, Jr. das Beglaubigungsschreiben übergab. Nach seiner Rückkehr übernahm er 1983 eine Professur am Institut für diplomatische Studien (Institute for the Study of Diplomacy) der Georgetown University und war des Weiteren von 1984 bis 1985 Leitender Beamter in der Unterabteilung Operative Verwaltung (Office of Management Operations) des Außenministeriums.
Zuletzt wurde Meehan am 1. August 1985 zum Botschafter in der DDR ernannt und übergab als Nachfolger von Rozanne L. Ridgway seine Akkreditierung. Er verblieb auf diesem Posten bis zum 30. November 1988 und wurde daraufhin von Richard Clark Barkley abgelöst.